# 科英布拉市政球場
科英布拉市政球場（葡萄牙語：Estádio Cidade de Coimbra）是一座位於葡萄牙科英布拉的體育場，目前為科英布拉大學足球會主場。其名稱在2003年前為科英布拉市政體育場（英語：Municipality of Coimbra Stadium），2003年後又被人稱為Calhabé體育場（葡萄牙語：Estádio do Calhabé）。
為了舉辦2004年歐洲國家盃，整座球場於2003年時進行改裝、擴建、以及現代化工程，所有工程項目統稱為「歐洲體育場項目」，改建完成後其功能遠遠超出原先體育場本身預期，包括透過整個現代化工程來推動科英布拉的體育、文化、商業活動等。
改建完工後的第一場比賽於2003年10月29日舉行，科英布拉大學足球會在主場迎戰里斯本與本菲卡體育，最後科英布拉大學足球會以1-3落敗。

## 綜覽
科英布拉市政球場的建築主體是一個創新的設計，並沒有參考任何歷史或傳統建築，為了凸顯現代感，在建築立面裝設玻璃幕牆，以典雅的站台支撐具有藝術氣息的屋頂。原田徑跑道設施被保留下來，作為未來多功能體育場設施之一。本體育場由葡萄牙Plarq建築公司與倫敦KSS設計集團聯合設計，Plarq團隊由建築師安東尼奧·蒙泰羅（António Monteiro）領導。
球場設有29,622個席位，其中有三分之二位在遮頂下。場內設有大型新聞中心、酒吧、廚房、以及可觀賞球場全景的餐廳。在改建計畫案中，設計師保留了原15,000個舊座位；看台整體共2層，下方為橢圓形看台圍繞整個球場，上層則利用一U型看台，將下方的看台圍繞起來，U型看台端口朝上，面對城市北端的山坡。
球場周邊區域設施包括多功能涼亭、奧林匹克游泳池、健康俱樂部、健身房、辦公室、以及公寓住宅等。位於球場附近的Dolce Vita購物和休閒中心，內有電影院、地下停車場、餐廳、以及數家零售店面等。

## 歷年活動

### 2004年歐洲國家盃
科英布拉市政球場於2004年歐洲國家盃層舉行過2場小組賽比賽，分別為2004年6月17日英格蘭對瑞士的賽事，以及2004年6月21日瑞士對法國的賽事。在這2場比賽中，歐洲國家盃歷史上最年輕的進球球員紀錄陸續被刷新，最先打破紀錄的是英格蘭的韦恩·鲁尼，然而僅在4天後又被瑞士的约翰·冯兰腾打破。
| 日期          |        | 比分 |      | 賽事      | 附註  |
| ------------- | ------ | ---- | ---- | --------- | ----- |
| 2004年6月17日 | 英格兰 | 3–0  | 瑞士 | 小組賽B組 | [ 7 ] |
| 2004年6月21日 | 瑞士   | 1–3  | 法國 | 小組賽B組 | [ 8 ] |

### 葡萄牙國家足球隊
葡萄牙國家足球隊有時會選在科英布拉市政球場舉行賽事，以下為賽事列表。
| #  | 日期           | 比分 | 對手       | 賽事                       | 附註   |
| -- | -------------- | ---- | ---------- | -------------------------- | ------ |
| 1. | 1983年4月13日  | 0–0  | 匈牙利     | 友誼賽                     | [ 11 ] |
| 2. | 1983年6月8日   | 0–4  | 巴西       | 友誼賽                     | [ 12 ] |
| 3. | 1999年6月9日   | 8–0  | 列支敦斯登 | 2000年欧洲足球锦标赛外围赛 | [ 13 ] |
| 4. | 2004年4月28日  | 2–2  | 瑞典       | 友誼賽                     | [ 14 ] |
| 5. | 2005年11月12日 | 2–0  |            | 友誼賽                     | [ 15 ] |
| 6. | 2006年11月15日 | 3–0  |            | 2008年欧洲足球锦标赛外围赛 | [ 16 ] |
| 7. | 2010年3月3日   | 2–0  | 中國       | 友誼賽                     | [ 17 ] |
| 8. | 2013年10月15日 | 3–0  | 盧森堡     | 2014年世界盃外圍賽         | [ 18 ] |

### 演唱會
除了足球比賽外，科英布拉市政球場還經常當作國際音樂藝術家的演唱會場地，最多可容納50,000人左右。滾石樂團曾於2003年9月27日在科英布拉市政球場舉行演唱會，當時有超過50,000人入場參觀。在2007年的25場巡迴演唱會期間，其中1場演唱會曾在科英布拉市政球場舉辦過。2010年，U2樂團在U2 360度巡迴演唱會期間，曾在科英布拉市政球場舉辦2場演唱會，而這2場演唱會的售票都銷售一空。2012年6月24日，瑪丹娜在科英布拉市政球場舉行演唱會，這場演唱會是瑪丹娜世界巡迴演唱會的一部分，共有33,597人入場。

## 外部連結
- Académica de Coimbra's official website （页面存档备份，存于）
- Estádio Cidade de Coimbra at Stadiumguide.com （页面存档备份，存于）
- Estádio Cidade de Coimbra at ZeroZero （页面存档备份，存于）

40°12′12″N 8°24′28″W / 40.20333°N 8.40778°W